# تشارلي هوارد (لاعب كريكت)
تشارلي هوارد (27 سبتمبر 1854 في المملكة المتحدة - 20 مايو 1929) (بالإنجليزية: Charlie Howard)‏ هو لاعب كريكت بريطاني (وحمل سابقاً جنسية المملكة المتحدة لبريطانيا العظمى وأيرلندا). لعب مع نادي مقاطعة ساسكس للكركيت ‏.

## وصلات خارجية
- تشارلي هوارد على موقع إي آس بي آن كريك إنفو (الإنجليزية)